# Fabbrica Automobili Ottolini Ignazio
Fabbrica Automobili Ottolini Ignazio war ein italienischer Hersteller von Automobilen.

## Unternehmensgeschichte
Das Unternehmen aus Mailand begann 1900 mit der Produktion von Automobilen. Der Markenname lautete Ottolini. 1901 endete die Produktion nach nur wenigen hergestellten Exemplaren.

## Fahrzeuge
Das einzige Modell 5 HP war ein Kleinwagen. Für den Antrieb sorgte ein Einzylindermotor, der seine Leistung über Riemen an die Hinterachse übertrug. Ungewöhnlich für die damalige Zeit war das Vierganggetriebe. Die Karosserieform Tonneau bot Platz für vier Personen.